# Polskie rasy psa
Polskie rasy psa – rasy psa domowego związane historycznie i kulturowo z terenami, na których istniało państwo polskie. Tworzone przez polskich hodowców głównie w celach użytkowych, czasem bez przywiązywania uwagi do eksterieru.

## Rasy uznane przez Międzynarodową Federację Kynologiczną (FCI)
| Grafika | Nazwa polska            | Nazwa angielska         | FCI (numer wzorca) |
| ------- | ----------------------- | ----------------------- | ------------------ |
|         | Chart polski            | Polish Greyhound        | 333                |
|         | Gończy polski           | Polish Hunting Dog      | 354                |
|         | Ogar polski             | Polish Hound            | 52                 |
|         | Owczarek podhalański    | Polish Tatra Sheepdog   | 252                |
|         | Polski owczarek nizinny | Polish Lowland Sheepdog | 251                |

Nową rasą nieuznaną przez FCI jest polski spaniel myśliwski. Niektóre źródła wskazują Polskę jako kraj patronacki również w przypadku szpica miniaturowego (Pomeranian – wzorzec FCI nr 97), jako że rasa ta uznawana jest za pochodzącą z Pomorza. Ponieważ jednak została wyhodowana w okresie, gdy Pomorze nie należało do Polski, częściej wskazywane są Niemcy.